# Parkieae
Parkieae es una tribu de la subfamilia Mimosoideae que pertenece a la familia Fabaceae.

## Géneros
- Parkia
- Pentaclethra[1]